# Sternoplatys segnis
Sternoplatys segnis es una especie de insecto coleóptero de la familia Chrysomelidae, descrita en 1884 por Weise.